# Танушевци
Танушевци (на македонска литературна норма: Танушевци) е село в Северна Македония, в община Чучер (Чучер Сандево).

## География
Селото е разположено в северните поли на Скопска Църна гора под връх Копиляча.

## История
Селото е албанско. В 2001 година край него се водят сражения между албански бунтовници и македонски военни.
Според преброяването от 2002 година селото има 417 жители.
| Националност     | Всичко |
| северномакедонци | 0      |
| албанци          | 409    |
| турци            | 0      |
| роми             | 0      |
| власи            | 0      |
| сърби            | 0      |
| бошняци          | 0      |
| други            | 8      |

## Личности
Родени в Танушевци
- Джезаир Шакири (р. 1965), албански революционер, командир на АНО, по-късно политик